# Peste Grande

Lisboa no século XVI

A Peste Grande foi o nome que ficou conhecida uma epidemia de peste bubónica que grassou em Lisboa entre Abril de 1569 e Julho de 1570. A Peste Grande foi a maior epidemia de peste das três que assolaram Portugal na segunda metade do século XVI, desconhecendo-se ao certo o número exacto de óbitos por ser tão elevado que os párocos das diferentes freguesias terem deixado de os conseguir registar: com base em registos contemporâneos e investigações posteriores, atribuem-se-lhe entre 40 a 50 mil mortes, só em Lisboa.
A epidemia tomou esta designação pela sua mortandade em poucos meses, e para a contrastar com outro surto pestífero posterior, a Peste Pequena, que viria a deflagrar no final do século, em 1598.
As primeiras vítimas da Peste Grande foram identificadas em Lisboa em Abril de 1569, ainda que só se tenha começado a suspeitar de uma epidemia na cidade cerca de um mês mais tarde. A população foi alertada para a existência de uma epidemia de peste apenas no início de Julho, na altura em que o rei D. Sebastião implementa as primeiras medidas de contenção da epidemia. No pico da epidemia, no verão de 1569, chegaram a morrer 700 pessoas por dia na cidade de Lisboa, e daí a peste acabou por se estender a todo o reino levando a que vilas e cidades perdessem grande parte da sua população, como foi exemplo a cidade de Guimarães onde morreram metade dos seus habitantes (passando de 4000 para cerca de 2000).

## A epidemia em Lisboa
Nunca se conseguiu esclarecer a verdadeira origem da epidemia de 1569. A doença parece ter aparecido entre 1563 e 1568 em Saragoça, Logronho e Navarra, Bilbau e Burgos, daí se espalhando para outras zonas no norte de Espanha e para ocidente, como Sevilha, Galiza, e finalmente Lisboa, onde rebentou com excepcional violência. Frei Luís de Sousa, que viveu durante o tempo da peste, afirma na sua obra História de São Domingos dizer-se que a epidemia teria sido trazida por um navio de mercadorias oriundo de Veneza. No final do século XIX, o olisipógrafo Eduardo Freire de Oliveira, na obra Elementos para a História do Município de Lisboa, aponta como origem o Egipto, citando "os mestres físicos de então".
Pese embora a situação de Lisboa no centro das rotas marítimas mundiais a tornasse particularmente vulnerável a surtos pestíferos que surgiam recorrentemente, a que ajudava a generalizada falta de higiene que era comum nos aglomerados populacionais na época, há já cerca de 40 anos que a cidade havia sido poupada da peste. Os últimos surtos epidémicos de peste haviam-se dado com vários recrudescimentos ao longo da década de 1520, um dos quais, inclusivamente, terá vitimado o rei D. Manuel I em Dezembro de 1521.

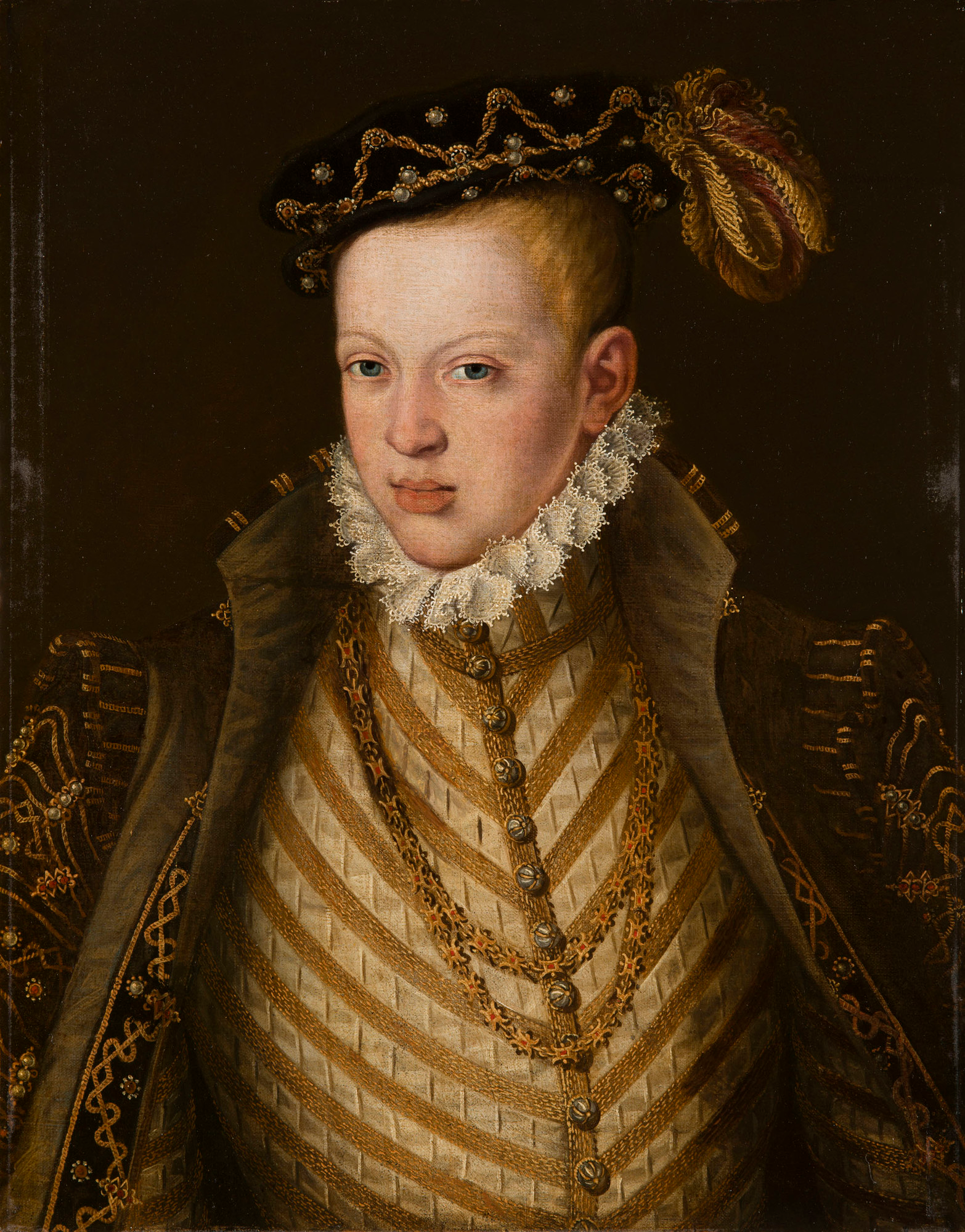
Retrato de D. Sebastião, c. 1565, atribuído a Cristóvão de Morais (Palácio de Holyroodhouse)

A primeira morte por peste que se pode atribuir a este novo surto e de que há registo data de 28 de Dezembro de 1568, na freguesia do Lumiar. Não obstante, esta data é muito anterior à que é geralmente apontada como mais plausível para o início da epidemia: na sua obra de 1618, Livro da Fundação do Mosteiro do Salvador da Cidade de Lisboa, a prioresa do mosteiro de Alfama, Madre Soror Maria do Baptista (1570-1659), afirma que a doença se começou a espalhar "em Abril de mil quinhentos sessenta & nove". Aparentemente só no mês seguinte se terá começado a suspeitar de uma epidemia de peste na cidade: o crescente número de vítimas mortais foi inicialmente atribuído ao frio por uma junta médica convocada pelo rei D. Sebastião, então com 15 anos de idade, sendo a causa dos "apostemas nos corpos" o "inverno muito grande" e as "suas humidades". Estas opiniões, segundo o Padre José Pereira Baião, autor posterior, eram contestadas pelos médicos mais velhos que tinham tido experiência de epidemias de peste no passado.
Sabe-se que D. Sebastião, provavelmente alertado para o que se passava, abandonou o Paço Real de Xabregas e se instalou no Paço da Alcáçova a 27 de Maio. A 21 de Junho, o rei partiu para Sintra, instalando-se na Penha Longa com os membros do seu conselho e criados. A rainha-viúva D. Catarina de Áustria e a Infanta D. Maria, avó e tia-avó do rei, respectivamente, tinham ficado em Xabregas, mas dirigiram-se primeiro para Vila Franca de Xira e, passado poucos dias, para Alenquer. Entretanto, em Lisboa, o número de vítimas mortais ia aumentando: no final do mês de Junho, morriam à volta de 50 pessoas por dia.
«Nos dias 10, 11 e 12 de julho, na maior força da peste, espalhou se em Lisboa, que no dia 13 d'esse mez se subverteria a cidade. Foi tal o terror, que Lisboa ficou quasi deshabitada, fugindo tudo e cobrindo 7 ou 8 léguas em redor, porque não havia casas para tanta gente. Morreu grande numero de pessoas não só da peste, mas também de fome, sêde e outras calamidades.». A desolação foi tão grande que «Cresceu a herva pelas ruas a grande altura: os mortos não cabiam nas egrejas, sendo preciso abrirem-se vallas pelos campos, enterrando-se em cada uma aos 50 e 60. Estavam os defuntos amortalhados às portas das casas, dois e trez dias, sem haver quem os levasse á sepultura. De um instante para outro cahiam mortos os que estavam de pé e vivos; e amanheciam defuntos os que se tinham deitado sãos.
As terras visinhas, em que a peste não era tão intensa e geral, não queriam communicar com Lisboa, o que causou um novo flagello — a fome — de que morreram muitas pessoas. Só no fim do mez de outubro é que cessou [o pico  de] esta horrorosa epidemia.»
Ao confirmarem-se os primeiros sinais de peste, o rei D. Sebastião e a corte permaneceram em Sintra daí partindo em itinerância por localidades mais pequenas e seguras. Entre as medidas de combate à peste implementadas pelo rei, conta-se a nomeação de três governadores para assegurar o governo da cidade de Lisboa (Diogo Lopes de Sousa, governador da casa do cível, encarregue da administração da justiça; D. Martinho Pereira, vedor da Fazenda, encarregue dos assuntos de saúde pública e da pobreza; e D. João de Mascarenhas, capitão-mor, para se ocupar da defesa da cidade), a atribuição de uma soma de mil cruzados diários para o tratamento dos doentes e assistência a órfãos e viúvas, a contratação de médicos castelhanos, e a instalação de uma Casa de Saúde bem apetrechada de meios numa quinta fora da cidade.

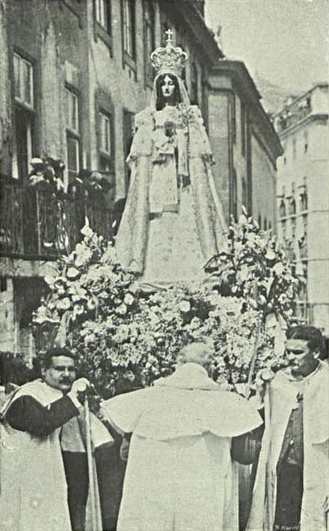
O andor da Senhora da Saúde, na procissão em 1907

O povo pediu o auxílio de Nossa Senhora, realizando procissões de penitência. Tendo a peste iniciado o seu declínio em 1570, foi feita, em acção de graças, uma procissão em honra de Nossa Senhora da Saúde, com a promessa de a repetir anualmente. O culto a Nossa Senhora da Saúde constitui uma tradição que chegou aos nossos dias, e a procissão ainda hoje se realiza; a imagem venerada encontra-se, hoje, na pequena Capela de Nossa Senhora da Saúde e de São Sebastião da Mouraria, na freguesia de Santa Justa, próxima ao Rossio.
Faleceu nesta epidemia António Ferreira (nascido em 1528) desembargador da relação e o mais fervoroso adepto da literatura da "renascença", que fez ressuscitar o gosto pelos clássicos gregos e latinos. Foi também vitimado pela epidemia o missionário e escritor Frei Gaspar da Cruz, em Setúbal, sabendo-se ter antes prestado auxílio aos pestíferos.